# K Genk VV
Dernière mise à jour : 9 février 2011.
Le Koninklijke Gencker Voetbal Vereniging est un ancien club de football belge localisé à Genk, aujourd'hui disparu. Fondé en 1922, ce club portait le matricule 735. Dans les années 1930, il a évolué durant 5 saisons en Promotion, alors troisième niveau de la hiérarchie nationale. Il est dissout en 1954.
En 1956, d'anciens dirigeants fondent un nouveau club, le Gencker VV, qui n'a jamais joué dans les divisions nationales et évolue en 2012-2013 en troisième provinciale limbourgeoise.

## Le club

### Fondation du club
Au début du XXe siècle, la région de Genk est aux confins de la campagne limbourgeoise et d'une industrie minière en plein développement. La croissance démographique suit celle de l'économie. De nombreux enfants et adolescents découvrent et pratiquent le football, des équipes se forment et disparaissent au gré des affinités mais sans réelle structure, ni organisation.
Après la Première Guerre mondiale, les footballeurs en herbe reprennent le chemin des terrains et l'engouement pour ce sport va en augmentant. En 1922, trois ans après la naissance, pas très loin du centre de Genk, du THOR Waterschei, un certain Jan Hansen lance l'idée de créer un nouveau club genkois. L'appel est entendu et rapidement près de 25 membres potentiels se manifestent, donnant naissance au Genker Voetbal Vereniging. Le terrain derrière l'église de Genk devient le lieu de rassemblement favori de la jeunesse locale. L'année suivante, d'autres passionnés fondent le FC Winterslag dans un village tout proche.
Le club dispute de nombreuses rencontres amicales, dont des derbies passionnés contre Waterschei. Le 8 septembre 1926, il franchit le pas et s'affilie à l'Union Belge sous l'appellation de Genk VV. Il reçoit alors le matricule 735, le club, qui évolue en jaune et noir, entame sa carrière dans les séries régionales.

### Passage en nationales
En 1934, le club monte en Promotion, le troisième et dernier niveau national pour la première fois de son histoire. Il obtient son meilleur résultat en 1936 avec une cinquième place finale. Il finit encore deux saisons en milieu de classement. La saison 1938-1939 est un désastre sportif pour le club, qui termine bon dernier avec seulement trois points. Après cinq saisons consécutives en Promotion, le club doit redescendre vers les séries régionales. 

### Saisons en provinciales et disparition du club
Quand éclate la Seconde Guerre mondiale, les compétitions sont évidemment interrompues jusqu'en 1941. Lors de la saison 1941-1942, Gencker VV remporte un mini-championnat de douze matchs.  
Le matricule 735 joue les onze saisons qui suivent en deuxième provinciale limbourgeoise, à l'époque le plus haut niveau avant d'accéder aux divisions nationales. Même si le club ne parvient pas à remonter au niveau supérieur, il conserve une forte base de supporters, dont un groupe de jeunes baptisé « Jong en Moeding » qui propose des démonstrations de gymnastique pendant les mi-temps. Ce groupe est à la base du cercle gymnique du même nom, toujours actif à Genk de nos jours.
Le 11 juillet 1951, le club est reconnu « Société Royale » et prend le nom de Koninklijke Gencker Voetbal Vereniging le 7 novembre 1951. En vue du championnat 1952-1953 a lieu une grande réforme des séries nationales, avec la création d'un quatrième niveau national, qui reprend le nom de « Promotion ». Au niveau provincial, les séries sont renommées. L'élite devient la 1re Provinciale et donne accès à cette nouvelle « Promotion » à son champion (voir vice champion selon la provinces). Versé dans cette nouvelle élite limbourgeoise, Gencker VV connaît une saison calamiteuse : 1 victoire, 1 nul et 28 revers. Sa différence de buts est sans équivoque: 18 à 156. ette relégation provoque de nombreuses disputes parmi les dirigeants du club, qui ne s'arrangent pas la saison suivante. Le club n'aligne pas d'équipe Premières et reste inactif pendant près de trois ans. La lettre de démission envoyée à l'Union Belge mentionne : « (...) La promotion de THOR Waterschei empêche un petit club tel que Gencker VV de se maintenir. ». La démission du cercle est entérinée le 12 juin 1956.

### Le nouveau Genker VV
La disparition du club laisse un vide parmi ses supporters, ce qui pousse certains d'entre eux à lancer un « nouveau Genker VV ». C'est chose faite en 1956 avec la création du Genker Voetbal Vereniging. Il s'affilie le 28 août 1956 à l'URBSFA et reçoit le matricule 5952. Le club débute en troisième provinciale, le plus bas niveau de l'époque. En 1970, une école de jeunes est créée, permettant au club d'aligner différentes équipes d'âge. Dix ans plus tard, le club remporte son premier titre et monte en « P2 » pour la première fois. Il remporte un nouveau titre en 1983 et rejoint ainsi la première provinciale. Il n'y séjourne que deux saisons avant de redescendre.
Le club déménage en 1990 vers le Broeder Marcelstadion. Il compte alors dans ses rangs les Allemands Klaus Pudelko dans les buts et Horst Schlierer comme joueur-entraîneur. Grâce à l'apport de ces recrues teutonnes, le club remonte parmi l'élite provinciale en 1993. Le club s'y maintient trois ans puis redescend en deuxième provinciale. En 1999, il subit une nouvelle relégation et retombe en « P3 », où il évolue toujours en 2012-2013.

## Résultats en séries nationales
Statistiques clôturées, club disparu

### Bilan
| Niv | Divisions     | Jouées | Titres | TM Up | TM Down |
| --- | ------------- | ------ | ------ | ----- | ------- |
| I   | 1re nationale | 0      | 0      |       |         |
| II  | 2e nationale  | 0      | 0      |       |         |
| III | 3e nationale  | 5      | 0      |       |         |
| IV  | 4e nationale  | 0      | 0      |       |         |
| V   | 5e nationale  | 0      | 0      |       |         |
|     |               |        |        |       |         |
|     | TOTAUX        | 5      | 0      | 0     | 0       |

- TM Up : test-match pour départager des égalités, ou toutes formes de Barrages ou de Tour final pour une montée éventuelle.
- TM Down : test-match pour départager des égalités, ou toutes formes de Barrages ou de Tour final pour le maintien.

### Classements saison par saison
| Ordre               | Saison  | Nom du club                                      | Niveau                                           | Classement final                                 | Remarques                                        |
| ------------------- | ------- | ------------------------------------------------ | ------------------------------------------------ | ------------------------------------------------ | ------------------------------------------------ |
| 1                   | 1934-35 | Genk VV                                          | Promotion (D3) série D                           | 8e/14                                            |                                                  |
| 2                   | 1935-36 | Genk VV                                          | Promotion (D3) série C                           | 5e/14                                            |                                                  |
| 3                   | 1936-37 | Genk VV                                          | Promotion (D3) série C                           | 11e/14                                           |                                                  |
| 4                   | 1937-38 | Genk VV                                          | Promotion (D3) série B                           | 7e/14                                            |                                                  |
| 5                   | 1938-39 | Genk VV                                          | Promotion (D3) série D                           | 14e/14                                           | Relégué!                                         |
| séries provinciales |         |                                                  |                                                  |                                                  |                                                  |
| X                   | 1954    | Dissolution du club, son matricule 735 est radié | Dissolution du club, son matricule 735 est radié | Dissolution du club, son matricule 735 est radié | Dissolution du club, son matricule 735 est radié |